# Land Warrior

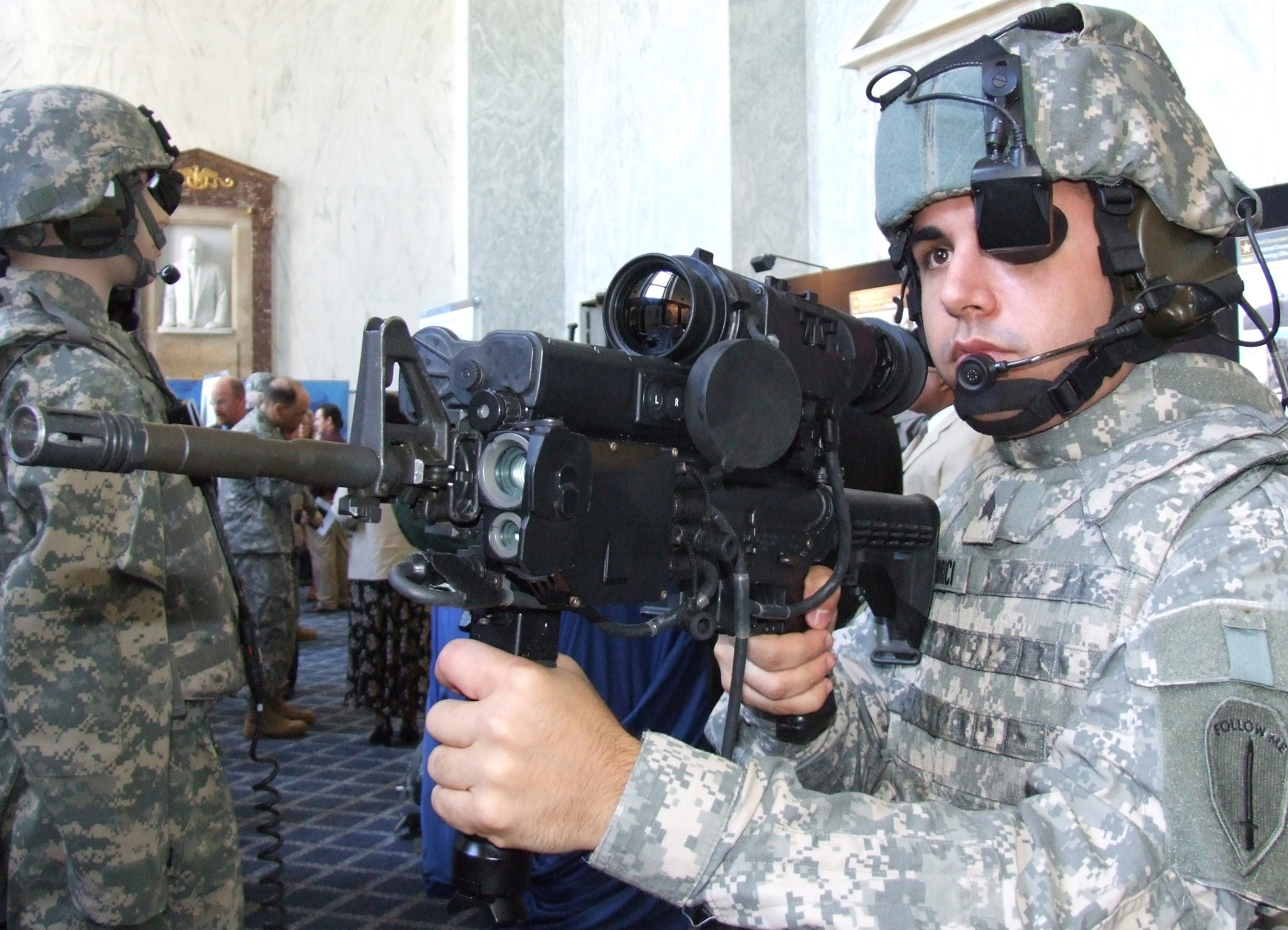

Land Warrior — проект армії США, який використовує комбінацію технологій, призначених для інтеграції стрілецького озброєння з високотехнологічним обладнанням та забезпечення зв'язку і управління в піхоті на рівні солдата. Проект скасовувався в 2007 році, але був відновлений в 2008 році у зв'язку із зростанням міської війни в конфліктах за участю військ Сполучених Штатів.
На програму «Ленд Уорріор» було покладено завдання оснащення піхотинців сучасними технологіями.
4-а бригада 2-ї піхотної дивізії «Рейдери», які навчатися використанню Land Warrior, була направлена в Ірак, де використовувала цю екіпіровку.
Технології Ленд Уорріор повинні бути використані в перспективній програмі солдата майбутнього — Future Force Warrior.

## Історія
Оригінальна програма Land Warrior під іншою назвою була розроблена компанією General Electric у Мурстауні, штат Нью-Джерсі, приблизно в 1989 році як прототип, який мав на меті зменшити розмір і вагу на наступних етапах. Потім, у середині 1990-х років, назва Land Warrior спочатку використовувалася підрозділом Hughes Aerospace, який згодом був придбаний Raytheon. (Солдатський радіокомпонент Land Warrior мав постачати підрозділ Integrated Information Systems компанії Motorola).
У ранніх демонстраційних версіях системи LW використовувалося програмне забезпечення, написане на мові програмування Ada, що працює на платформі Unix. У січні 1999 року, щоб зменшити витрати на розробку та прискорити програму, роботу з розробки було передано групі з кількох компаній, яка була організована Exponent (NASDAQ: EXPO), інженерною фірмою зі штаб-квартирою в Силіконовій долині.
Відбувся інтенсивний редизайн системи, і як вбудоване мікропрограмне забезпечення, так і програмне забезпечення було переписано з нуля. Багато апаратних компонентів COTS були придбані (буквально «з полиці») у Fry's Electronics, роздрібної мережі Кремнієвої долини. Приблизно 100 перевірених одиниць Land Warrior були створені та успішно продемонстровані у вересні 2000 року взводом армії США, який був десантований з повітря для участі у великих військових навчаннях у Форт-Полк, Луїзіана.
Ці початкові прототипи одиниць, позначені Land Warrior v0.6, були побудовані навколо комп’ютерної платформи PC/104 під керуванням Microsoft Windows. Система використовувала протокол CAN-шини в дротовій PAN (персональній мережі). Підсистема зв'язку була побудована з використанням Windows CE, що працює на платформі StrongARM, а протокол бездротової мережі був IEEE 802.11. Під час навчань у Форт-Полку також було продемонстровано попередню взаємодію з традиційними військовими радіомережами для LW v0.6 із використанням двостороннього шлюзу, сумісного з SINCGARS.